# 王國體育館
王國體育館（阿拉伯语：‎，羅馬化：Al-Mamlakah Arena）是一座位於沙烏地阿拉伯利雅德的足球場。體育場採用足球佈局，可容納26,000名觀眾，並具有可伸縮的屋頂。2023年9月，王國控股公司取的體育場的經營權，作為利雅德新月的主場。

## 歷史
王國體育館歷時180天建成，可容納3萬多人，包括20個豪華包廂。擁有一個可伸縮的屋頂和一個中央懸吊螢幕顯示器。
體育場舉行的首場足球賽是2024年1月29日沙烏地新月與邁阿密國際的友誼賽，最終沙烏地新月以4-3獲勝。
2024年2月8日，王國體育館榮獲兩項金氏世界紀錄：最大的室內足球場和最高容量的室內有頂體育場。